# Hugo XII. von Lusignan
Hugo XII. von Lusignan (* um 1235/1240; † nach dem 25. August 1270 bei Tunis) war Herr von Lusignan, Couhé und Peyrat, Graf von La Marche und Angoulême.
Er war der Sohn von Hugo XI. von Lusignan und Jolanda von Dreux.
1253 oder 1254 heiratete er Johanna von Fougères († nach 1273), Tochter des Raoul III., Herr von Fougères (Haus Fougères) und der Isabella von Craon. Mit ihr hatte er sieben Kinder:
- Hugo XIII. (* 1259; † 1303) Herr von Lusignan, Graf von La Marche und Angoulême
- Guido I. († 1308) Herr von Couhé und Peyrat, ab 1303 auch Herr von Lusignan, Graf von La Marche und Angoulême
- Jolanda I. (* 1257; † 1314) ab 1308 Herrin von Couhé und Peyrat, Herrin von Lusignan, Gräfin von La Marche
- Johanna († 1323), ⚭ 1) Bernhard IV. († 1280) Herr von Albret, 2) Piers von Geneville († 1292) Herr von Trim und Ludlow
- Maria († um 1313) ⚭ 1288 Stefan II., Graf von Sancerre († 1306)
- Isabella († nach 1314) ⚭ Johann von Vesci
- ein weiteres Kind († jung)

Er trat die Nachfolge seines Vaters an, nachdem sein Großvater Hugo X. 1249 und sein Vater Hugo XI. 1250 beide auf dem Sechsten Kreuzzug unter König Ludwig IX. in Ägypten gefallen waren. 1270 begleitete Hugo XII. denselben König Ludwig IX. auf den Siebten Kreuzzug nach Tunesien. Im Laufe der Belagerung von Tunis starb der König am 25. August 1270 an einer Seuche. Bevor am 30. Oktober 1270 ein Waffenstillstand mit dem Kalifen von Tunis geschlossen wurde, war auch Hugo gestorben. Sein ältester Sohn, Hugo XIII. trat seine Nachfolge an.